# José Luis Torrijo
José Luis Torrijo es un actor español.

## Trayectoria
Inició su andadura en los años 1990, en un capítulo de la serie Canguros. Aunque ha compatibilizado la televisión con el cine y también con el teatro, destaca de esa primera época su participación en Matías, juez de línea (1996) y Atilano, presidente (1998).
Ha trabajado a las órdenes de algunos de los directores de cine españoles más importantes, como es el caso de Juanma Bajo Ulloa, Manuel Gutiérrez Aragón, Achero Mañas o Fernando Colomo, y siempre en pequeños papeles, pero destacó con su interpretación de un hombre separado en La soledad, dirigida por Jaime Rosales y escrita conjuntamente con el dramaturgo y guionista Enric Rufas, que triunfó en la XXII edición de los Premios Goya, ganado tres premios Goya, incluyendo uno para Torrijo como Actor revelación. También ha trabajado con Pedro Almodovar en películas como Todo sobre mi madre o Los amantes pasajeros.
También ha formado parte del reparto de varias obras teatrales.

## Premios
Premios Goya
| Año  | Categoría              | Película   | Resultado |
| ---- | ---------------------- | ---------- | --------- |
| 2007 | Mejor actor revelación | La soledad | Ganador   |

## Filmografía

### Largometrajes
| Año  | Título                                       | Personaje            | Director                            |
| ---- | -------------------------------------------- | -------------------- | ----------------------------------- |
| 2023 | Que nadie duerma                             | Ricardo              | Antonio Méndez Esparza              |
| 2017 | La princesa Paca                             | Antonio Oliver       | Joaquín Llamas                      |
| 2016 | La mano invisible                            | Albañil              | David Macián                        |
| 2013 | Los amantes pasajeros                        | Sr. Más              | Pedro Almodóvar                     |
| 2011 | Lo mejor de Eva                              | Carmelo              | Mariano Barroso                     |
| 2010 | La herencia Valdemar II: La sombra prohibida | Dámaso               | José Luis Alemán                    |
| 2010 | La herencia Valdemar                         | Dámaso               | José Luis Alemán                    |
| 2008 | Rivales                                      | Teo                  | Fernando Colomo                     |
| 2008 | Los años desnudos                            | Policía              | Dunia Ayaso Félix Sabroso           |
| 2007 | Ángeles S.A.                                 | Manuel               | Eduard Bosch                        |
| 2007 | La soledad                                   | Pedro                | Jaime Rosales                       |
| 2007 | Uno de los dos no puede estar equivocado     | Martín               | Pablo Llorca                        |
| 2007 | Miguel y William                             | Prior                | Inés París                          |
| 2006 | El laberinto del fauno                       | Sargento Bayona      | Guillermo del Toro                  |
| 2004 | Di que sí                                    | Realizador           | Juan Calvo                          |
| 2003 | Noviembre                                    | Eduardo              | Achero Mañas                        |
| 2002 | El caballero don Quijote                     | Cura                 | Manuel Gutiérrez Aragón             |
| 2001 | El espinazo del diablo                       | Tabernero            | Guillermo del Toro                  |
| 2001 | La espalda de Dios                           | Fiscal               | Pablo Llorca                        |
| 1999 | Todo sobre mi madre                          | Doctor               | Pedro Almodóvar                     |
| 1998 | Atilano, presidente                          | Municipal            | Luis Guridi Santiago Aguilar Alvear |
| 1998 | Insomnio                                     | Mozo                 | Chus Gutiérrez                      |
| 1998 | Atómica                                      | Camarero Ginecólogo  | Alfonso Albacete David Menkes       |
| 1997 | Airbag                                       | Toñín                | Juanma Bajo Ulloa                   |
| 1996 | Matías, juez de línea                        | Empleado del Autobús | Luis Guridi Santiago Aguilar Alvear |

### Cortometrajes
| Año  | Título                           | Personaje         | Director                                   |
| ---- | -------------------------------- | ----------------- | ------------------------------------------ |
| 2022 | White Butterflies                |                   | Jara García de Viedma, Shuanghuang Yu      |
| 2012 | Volamos hacia Miami              | Piloto            | María Giráldez, Miguel Provencio           |
| 2012 | Koala                            | Entrevistador     | Daniel Remón                               |
| 2010 | El orden de las cosas            | Carlos            | César Esteban Alenda y José Esteban Alenda |
| 2010 | Gran Vía am/pm                   | Barrendero        | Juana Macías                               |
| 2005 | Hiyab                            | Profesor          | Xabi Sala                                  |
| 2005 | El amor a las cuatro de la tarde | Padre Umberto     | Sebastián Alfie                            |
| 2005 | Otra vida                        | Compañero oficina | Juana Macías                               |

### Televisión
| Año       | Título                           | Personaje              | Episodios |
| --------- | -------------------------------- | ---------------------- | --- |
| 2020      | Desaparecidos                    | Alex                   | |
| 2018      | 14 de abril la república         | Amigo de León          | 2.ª temporada (2 episodios)                                                                                            |
| 2017-2018 | Amar es para siempre             | Julián                 | principal 6.ª temporada (256 episodios)                                                                                |
| 2016      | Seis hermanas                    | Inspector Tobías       | Episódico |
| 2016      | El Ministerio del Tiempo         | Doctor Vargas          | 1 episodio: Un virus de otro tiempo                                                                                    |
| 2013      | El don de Alba                   | Padre de Natalia y Zoe | 1 episodio: Espíritu dividido                                                                                          |
| 2013      | Hermanos                         | Cuevas                 | |
| 2012-2014 | Con el culo al aire              | Alcalde                | 2 episodios: 2.10, 2,13                                                                                                |
| 2011      | Los misterios de Laura           | Asier Fernández        | 1 episodio: El misterio de los ocho hombres sin piedad                                                                 |
| 2011      | El asesinato de Carrero Blanco   | Coronel Santonja       | |
| 2010      | Acusados                         | Rubio                  | 12 episodios |
| 2010      | El pacto                         | Ramón                  | 2 episodios |
| 2000-2009 | El comisario (Fijo solo en 2009) | Santos Marino          | 15 episodios |
| 2008      | La Señora                        | Guardia Civil          | 1 episodio: A escondidas                                                                                               |
| 2007      | Hermanos y detectives            |                        | 1 episodio: El grupo de los cuatro                                                                                     |
| 2007      | El síndrome de Ulises            |                        | 1 episodio: Oportunidad de huir                                                                                        |
| 2007      | Génesis, en la mente del asesino | Miguel                 | 1 episodio: Secuestro                                                                                                  |
| 2007      | MIR                              | Dr. Ferrada            | 1 episodio: La novia de Edu                                                                                            |
| 2004-2006 | Hospital Central                 | Gonzalo                | 2 episodios: Camino de soledad (2006), A Prueba (2004)                                                                 |
| 2006      | Mujeres                          | Médico Rehabilitación  | 1 episodio: Nido de amor                                                                                               |
| 2006      | Estudio 1                        | Trofímov               | 1 episodio: El jardín de los cerezos                                                                                   |
| 2005      | Ana y los siete                  | Psicólogo              | 1 episodio: Vienen a por María                                                                                         |
| 2005      | Lobos                            |                        | 1 episodio: Cuestión de confianza                                                                                      |
| 2005-2004 | Cuéntame cómo pasó               | Rodrigo                | 3 episodios: Paz y croquetas (2005), Las buenas costumbres (2005), Doce uvas, varios besos, mucha gripe y un... (2004) |
| 2004      | Los 80                           | Jacobo                 | 2 episodios: Música por derecho, ¿Todo el mundo al suelo?                                                              |
| 2004      | Un paso adelante                 | Pablo                  | 1 episodios: Gente de fiar                                                                                             |
| 2002      | Géminis, venganza de amor        | Paco                   | 23 episodios |
| 1999      | Al salir de clase                | Policía                | 3 episodios: La votación, Acusado y sin coartada, Presuntos culpables                                                  |
| 1998      | Manos a la obra                  | Veterinario            | 1 episodios: Curros pá aburrir                                                                                         |
| 1997      | Éste es mi barrio                |                        | 1 episodios: La huésped del sevillano                                                                                  |
| 1994      | Farmacia de guardia              | Repartidor Tintorería  | 1 episodios: Felices Pascuas, licenciada Cano                                                                          |
| 1994      | Canguros                         | Portero                | 1 episodios: Una chica natural                                                                                         |

### Teatro
Lista incompleta
- Esto no es La Casa de Bernarda Alba, dirigida por Carlota Ferrer (2019)
- El inspector, dirigida por Miguel del Arco (2012)
- La avería, dirigida por Blanca Portillo (2011-2012)
- La asamblea de mujeres, dirigida por Laila Ripoll (2011) *
- El otro lado, dirigida por Eusebio Lázaro (2009)
- El sueño de una noche de verano, dirigida por Tamzin Townsend (2007)
- Viaje del Parnaso, dirigida por Eduardo Vasco (2005-2007) **

(*) Festival de Mérida
(**) Compañía Nacional de Teatro Clásico
OTRAS
- 10 (Tamzin Townsend)
- En tierra de nadie (Roberto Cerdá)
- Vida y muerte de Pasolini (Roberto Cerdá)
- Maravillas de Cervantes (Joan Font)
- El gordo y el flaco (Luis Blat)
- Androcles y el león (José Pascual)
- El señor Puntilla y su criado Matti (Rosario Ruiz Rodgers)
- Miguel Will (Denis Rafter)
- Entremeses (José Luis Gómez) 
- El Mago de Oz (Roman Stefanski)
- En alta mar (Vicente Rodado)
- Don Juan (Juan Pastor)
- Fuente Ovejuna (Adolfo Marsillach)
- La gran sultana (Adolfo Marsillach)
- Cuento de invierno (Juan Pastor)
- El castillo de Lindabridis (Juan Pastor)
- El amor enamorado (Vicente Fuentes)
- Ensueño (Juan Pastor)